# Paragaleus
Paragaleus is een geslacht van kraakbeenvissen uit de familie van de wezelhaaien (Hemigaleidae).

## Soorten
- Paragaleus leucolomatus Compagno & Smale, 1985 – Wittipwezelhaai
- Paragaleus longicaudatus Bessednov, 1966 – Slanke wezelhaai
- Paragaleus pectoralis (Garman, 1906) – Atlantische wezelhaai
- Paragaleus tengi (Chen, 1963) – Rechttandwezelhaai